# Браславское воеводство
Брасла́вское воево́дство (пол. Województwo brasławskie) — административно-территориальная единица в Великом княжестве Литовском, существовавшая в 1793—1795 годах. Центр — город Браслав. Не было разделено на поветы.
По решению Гродненского сейма Браславский повет выделен в отдельное воеводство. Браславское воеводство было создано из Браславского, Свенцянского и Вилькомирского поветов.
11 мая 1794 года во время восстания под руководством Костюшко на улицах Браслава произошёл бой между литовскими повстанцами и российскими войсками, во время которого город сгорел. По этой причине столицу воеводства перенесли в город Видзы.
После присоединения к Российской империи по результатам третьего раздела Речи Посполитой 1795 года территория вошла в Виленскую губернию.

## Административное деление
Воеводство делилось на три земли:
- Браславская
- Вилькомирская
- Оникштынская

## Чиновники
На вальном сейме было представлено двумя сенаторами (воеводой и каштеляном) и шестью послами (от каждой земли).
Воевода: Михаил Коссаковский (17.03.1794—1795)
Каштелян: князь Михаил Огинский (26.10.1793 — 1795)